# Augusto Gustavo Schulz
August Gustavo Schulz ( * Peguahó, Departamento Empedrado 28 de septiembre de 1899 - 26 de junio de 1992 ) fue un botánico y profesor argentino
Se recibió de maestro normal en la "Escuela Normal Mixta “Sarmiento” de Resistencia".
En 1926 recolecta de la flora chaqueña, siendo distinguido
con "Diploma y Medalla de plata" por el Ministerio de Agricultura de la Nación en 1928. Ese premio fue uno de sus primeros logros académicos; fue reconocido por el continuo envío de estudios a botánicos estadounidenses, especialmente helechos, siendo su colega Watherby quien publicara muchos de los ejemplares remitidos por Schulz.
Identificó y clasificó malváceas, verbenáceas y asclepiadáceas,
publicando Las asclepiadáceas del Chaco, Las
bignoniáceas del Chaco, Las pontederiáceas de
la Argentina, Una nueva especie de compuesta del
género Pricosia; asimismo su obra sobre el
lapacho, y estudios y dibujos de las pontederias (camalotes) con una especie nueva de Eichornia
se publicaron en “Darwiniana”.
En 1941, su trabajo sobre bignoniáceas fue a concurso
de la producción científica regional, recibiendo diploma y mención especial.
En 1962 la Estación Experimental Agropecuaria de Colonia Benítez, Chaco le publica trabajos sobre las
plantas forrajeras indígenas del Chaco.
Sus conocimientos trascendían los límites regionales, siendo así que la "Asociación para el Progreso de las Ciencias", bajo la dirección del doctor Bernardo Houssay, le provee de una lupa binocular y una cámara clara para dibujos a escala, a los efectos de
observar y dibujar los detalles analíticos de las estructuras
florales utilizadas en su clasificación, las que completó con fotografías de las plantas en su estado natural.
En su casa particular de la localidad de Colonia Benítez este estudioso reunió más de treinta mil especímenes en un herbario que sobrepasa las 10 000 especies, única colección en su género en el NEA.
En 1958 se crea el Jardín botánico del Chaco, dependiente del Ministerio de Agricultura de la provincia, siendo designado director del mismo Schulz, aunque renunció al poco tiempo, atento a la intervención provincial por esas épocas; también fue delegado en la provincia del Chaco de la Comisión Nacional de Investigaciones Científicas y Técnicas.
Dedicó toda su vida a la investigación científica.
Como autodidacta mereció, en 1968, el reconocimiento de la provincia de Chaco en el local del Museo de Ciencias Naturales. 27°19′42″S 58°56′56″O / -27.32842, -58.9488478 Esa provincia tuvo muy pocos cultores, entre ellos al señor Augusto G. Schulz, lo cual mereció la distinción de Doctor honoris causa otorgada por la Universidad Nacional del Nordeste, siendo la culminación de su vida de investigador, con un bien merecido título reconocimiento del nordeste del país a un verdadero hombre de ciencia.
Su sobrino Teoodoro Meyer fue un reconocido especialista taxónomo.

## Honores
En su reunión plenaria las Comisiones de "Ciencia y Tecnología" y de "Agricultura y Ganadería" de la Cámara de Diputados de Argentina, el 14 de noviembre de 2001, expresan el reconocimiento a la labor desarrollada por el mismo.
Algunas especies que honran su nombre:
- Oxypetalus schulzii Malme 1933
- Morrenia schulziana T.Mey. 1944
- Aloysia schulziana Moldenke 1938
- Aloysia chacoense Moldenke 1938
- Vernonia schulziana Cabrera 1944
- Vernonia chaquensis Cabrera 1944
- Convolvulus schulzii O'Donnell 1948
- Ipomoea schulziana O'Donnell 1948
- Wissadula densiflora var. schulzii R.E.Fr. 1947

- La abreviatura «A.G.Schulz» se emplea para indicar a Augusto Gustavo Schulz como autoridad en la descripción y clasificación científica de los vegetales.[3]